# Las siete tramas básicas
Las siete tramas básicas: por qué contamos historias (en inglés: The Seven Basic Plots: Why We Tell Stories; pronunciado //) es un libro de 2004 de Christopher Booker que contiene un análisis Junguiano de historias y su significado psicológico. Su análisis se centra en que la mayoría de historias narrativas se pueden clasificar en siete tramas. Booker trabajó en el libro durante treinta y cuatro años.

## Resumen

### La metatrama
La metatrama comienza con la etapa de anticipación, en la que el héroe es llamado a la aventura por venir. A esto le sigue una etapa de sueño, en la que comienza la aventura, el héroe tiene cierto éxito y tiene una ilusión de invencibilidad. Sin embargo, a esto le sigue una etapa de frustración, en la que el héroe tiene su primer enfrentamiento con el enemigo, y se pierde la ilusión de invencibilidad. Esto se agrava en la etapa de pesadilla, que es el clímax de la trama, donde aparentemente se pierde la esperanza. Finalmente, en la resolución, el héroe supera su carga contra viento y marea.
La tesis clave del libro: "Sin importar cuantos personajes aparezcan en una historia, su verdadera preocupación es sólo una: su héroe. Es aquel con cuyo destino nos identificamos, ya que los vemos evolucionar gradualmente hacia ese estado de autorrealización que marca el final de la historia. En última instancia, es en relación con esta figura central que todos los demás personajes de una historia adquieren su significado. Lo que representa cada uno de los otros personajes es en realidad solo un aspecto del estado interior del propio héroe".

### Las siete tramas

#### Superando al monstruo
Definición: El protagonista se propone derrotar a una fuerza antagónica (a menudo malvada) que amenaza al protagonista y/o la patria del protagonista.
Ejemplos: Perseo, Teseo, Beowulf, Drácula, La guerra de los mundos, Nicholas Nickleby, Los cañones de Navarone, Los siete samuráis ( Los siete magníficos ), James Bond, Jaws, Star Wars, Naruto .

#### Pobreza a la riqueza
Definición: El protagonista pobre adquiere poder, riqueza y/o pareja, lo pierde todo y lo recupera, creciendo como persona como resultado.
Ejemplos: Cenicienta, Aladino, Jane Eyre, La princesita, Grandes esperanzas, David Copperfield, Moll Flanders, El rojo y el negro, El príncipe y el mendigo, El patito feo, La fiebre del oro, El imbécil .

#### La búsqueda
Definición: El protagonista y sus acompañantes parten para adquirir un objeto importante o para llegar a un lugar. Enfrentan tentaciones y otros obstáculos en el camino.
Ejemplos: La Ilíada, El Progreso del Peregrino, El Señor de los Anillos, Las Minas del Rey Salomón, La Divina Comedia, Watership Down, La Eneida, En Busca del Arca Perdida, Monty Python y el Santo Grial .

#### Viaje y regreso
Definición: El protagonista va a una tierra extraña y, después de superar las amenazas que plantea o aprender importantes lecciones exclusivas de ese lugar, regresa con experiencia.
Ejemplos: Ramayana, Odisea, Alicia en el país de las maravillas, Ricitos de oro y los tres osos, Orfeo, La máquina del tiempo, Peter Rabbit, El hobbit, Brideshead Revisited, La balada del anciano marinero, Lo que el viento se llevó, El tercer hombre, El león Rey, Regreso al futuro, El león, la bruja y el armario, Los viajes de Gulliver, Peter Pan, La epopeya de Gilgamesh .

#### Comedia
Definición: Carácter ligero y humorístico con final feliz o alegre; una obra dramática en la que el motivo central es el triunfo sobre la circunstancia adversa, resultando en una conclusión exitosa o feliz. Booker destaca que la comedia es más que humor. Se refiere a un patrón en el que el conflicto se vuelve cada vez más confuso, pero finalmente se aclara en un solo evento esclarecedor. La mayoría de las películas románticas entran en esta categoría.
Ejemplos: Las avispas, Aurularia, El arbitraje, Sueño de una noche de verano, Mucho ruido y pocas nueces, Noche de Reyes, La fierecilla domada, El alquimista, El diario de Bridget Jones, Cuatro bodas y un funeral, El gran Lebowski .

#### Tragedia
Definición: El protagonista es un héroe con un gran defecto de carácter o un gran error que, en última instancia, es su perdición. Su desafortunado final evoca lástima por su locura y la caída de un carácter fundamentalmente bueno.
Ejemplos: Anna Karenina, Bonnie y Clyde, Carmen, Citizen Kane, John Dillinger, Jules et Jim, Julius Caesar, Macbeth, Madame Bovary, Edipo Rey, El retrato de Dorian Gray, Romeo y Julieta, Hamilton, El gran Gatsby .

#### Renacimiento
Definición: Un evento obliga al personaje principal a cambiar sus formas y, a menudo, a convertirse en una mejor persona.
Ejemplos: Orgullo y prejuicio, El príncipe rana, La bella y la bestia, La reina de las nieves, Cuento de Navidad, El jardín secreto, Peer Gynt, El día de la marmota.

### La regla de tres
El tercer evento de una serie de eventos se convierte en "el desencadenante final para que suceda algo importante". Este patrón aparece en cuentos infantiles, como Ricitos de oro y los tres osos, Cenicienta y Caperucita Roja .
En las historias para adultos, la Regla de tres transmite la resolución gradual de un proceso que conduce a la transformación. Esta transformación puede ser tanto hacia abajo como hacia arriba.
Booker afirma que la Regla de Tres se expresa de cuatro formas[cita requerida] :
1. Los tres simples, o acumulativos, por ejemplo, las tres visitas de Cenicienta al baile.
2. Los tres ascendentes, donde cada evento tiene más importancia que el anterior, por ejemplo, el héroe debe ganar primero objetos de bronce, luego de plata y luego de oro.
3. Los tres contrastantes, donde solo el tercero tiene valor positivo, por ejemplo, Los tres cerditos, dos de cuyas casas son derribadas por el lobo feroz .
4. La forma final o dialéctica de tres, donde, como con Goldilocks y sus tazones de avena, la primera está mal de una manera, la segunda de manera opuesta y la tercera está "bien".[3]

## Precursores
- The Basic Patterns of Plot de William Foster-Harris establece una teoría de tres patrones básicos de trama.[4]
- Ronald B. Tobias estableció una teoría de veinte tramas en sus 20 tramas maestras .[4]
- Las treinta y seis situaciones dramáticas de Georges Polti.[4]
- Varias de estas tramas son similares al trabajo de Joseph Campbell sobre la búsqueda y el regreso en El héroe de las mil caras (ver El viaje del héroe ).

## Recepción
The Seven Basic Plots ha recibido respuestas mixtas de académicos y periodistas.
Algunos han celebrado la audacia y amplitud del libro; por ejemplo, la autora y ensayista Fay Weldon escribió lo siguiente: "Este es el libro más extraordinario y estimulante. Siempre me pareció que 'la historia' era la manera de Dios de dar sentido a la cruda creación. Booker ahora interpreta la mente de Dios y analiza no solo la novela, que para mí nunca volverá a ser la misma, sino que pone la narrativa de los asuntos humanos contemporáneos en una nueva perspectiva. Si su autor tardó toda una vida en escribir, uno solo puede sentir gratitud por haberlo hecho.”  Beryl Bainbridge, Richard Adams, Ronald Harwood y John Bayley también hablaron positivamente del trabajo, mientras que el filósofo Roger Scruton lo describió como un "brillante resumen de la narración".
Otros han descartado el libro con el argumento de que Booker es demasiado rígido al adaptar las obras de arte a los tipos de trama anteriores. Por ejemplo, el novelista y crítico literario Adam Mars-Jones escribió: "[Booker] establece criterios para el arte y termina condenando a Rigoletto, The Cherry Orchard, Wagner, Proust, Joyce, Kafka y Lawrence —la lista continúa— mientras alaba Cocodrilo Dundee, ET y Terminator 2 ". De manera similar, Michiko Kakutani en The New York Times escribe: "El Sr. Booker evalúa las obras de arte sobre la base de qué tan cerca se adhieren a los arquetipos que ha descrito tan laboriosamente; los que se desvían de esos patrones clásicos se descartan como defectuosos o perversos". – síntomas de lo que ha ido mal con el arte moderno y el mundo moderno".